# Aceton peroksid
Aceton peroksid (/æsəˈtəʊn pɛrˈɒksaɪd/ ( слушај) koji se takođe naziva APEKS i majka Satane) je organski peroksid i primarni eksploziv i takođe je organsko jedinjenje, koje sadrži 9 atoma ugljenika i ima molekulsku masu od 222,236 . Proizveden je reakcijom acetona i vodonik peroksida da bi se dobila smeša linearnog monomera i cikličnog dimera, trimera i tetrameraforme. Dimer je poznat kao diaceton diperoksid (DADP). Trimer je poznat kao triaceton triperoksid (TATP) ili triciklični aceton peroksid (TCAP). Aceton peroksid ima oblik belog kristalnog praha sa karakterističnim mirisom nalik na izbeljivač (kada je nečist) ili mirisom nalik voću kada je čist, i može snažno da eksplodira ako je podvrgnut toploti, trenju, statičkom elektricitetu, koncentrovanoj sumpornoj kiselini, jakom UV zračenje ili udaru. Otprilike do 2015. detektori eksploziva nisu bili podešeni da otkrivaju eksplozive bez azota, jer je većina eksploziva korišćenih pre 2015. bila zasnovana na azotu. TATP, pošto ne sadrži azot, korišćen je kao eksploziv izbora u nekoliko terorističkih bombaških napada od 2001.

## Istorija
Aceton peroksid (konkretno, triaceton triperoksid) je 1895. godine otkrio nemački hemičar Ričard Volfenštajn.  Volfenštajn je kombinovao aceton i vodonik peroksid, a zatim je ostavio smešu da odstoji nedelju dana na sobnoj temperaturi, za koje vreme se istaložila mala količina kristala, koji su imali tačku topljenja od 97 °C (207 °F; 370 K). 
Godine 1899. Adolf von Baeier i Viktor Viliger opisali su prvu sintezu dimera i opisali upotrebu kiselina za sintezu oba peroksida. Bajer i Viliger su pripremili dimer kombinovanjem kalijum persulfata u dietil etru sa acetonom, uz hlađenje. Nakon odvajanja etarskog sloja, proizvod je prečišćen i utvrđeno je da se topi na 132—133 °C (270—271 °F; 405—406 K).  Otkrili su da se trimer može pripremiti dodavanjem hlorovodonične kiseline u ohlađenu smešu acetona i vodonik peroksida.  Korišćenjem smanjenje tačaka smrzavanja da bi se odredile molekulske težine jedinjenja, takođe su utvrdili da je oblik aceton peroksida koji su pripremili preko kalijum persulfata bio dimer, dok je aceton peroksid koji je pripremljen preko hlorovodonične kiseline bio trimer, kao Volfenštajn složeni.
Rad na ovoj metodologiji i na raznim dobijenim proizvodima, sredinom 20. veka dalje su istraživali Milas i Golubović.

## Osobine
| Osobina                  | Vrednost |
| ------------------------ | -------- |
| Broj akceptora vodonika  | 6        |
| Broj donora vodonika     | 0        |
| Broj rotacionih veza     | 0        |
| Particioni koeficijent ( | -0,6     |
| Rastvorljivost (logS, log(mol/L))       | -1,0     |
| Polarna površina (PSA, Å2)  | 55,4     |

## Hemija
Hemijski naziv, aceton peroksid se najčešće koristi za označavanje cikličnog trimera, produkta reakcije između dva prekursora, vodonik-peroksida i acetona, u nukleofilnom dodatku katalizovanom kiselinom, iako su mogući različiti dalji monomerni i dimerni oblici.
Konkretno, dva dimera, jedan ciklični (C6H12O4) i jedan otvoreni lanac (C6H14O4), kao i otvoreni dihidroperoksid monomer (C3H8O4), se takođe može formirati; pod određenim skupom uslova koncentracije reagensa i kiselog katalizatora, ciklični trimer je primarni proizvod. Tetramerni oblik je takođe opisan, međutim, pod različitim katalitičkim uslovima, sinteza tetramernog aceton peroksida je sporna. Pod neutralnim uslovima, prijavljeno je da reakcija proizvodi monomerni organski peroksid .
Najčešći put za skoro čist TATP je H2O2/aceton/HCl u molarnim odnosima 1:1:0,25, koristeći 30% vodonik peroksid. Ovaj proizvod sadrži vrlo malo ili nimalo DADP-a sa vrlo malim tragovima hlorisanih jedinjenja. Proizvod koji sadrži veliku frakciju DADP može se dobiti od 50% H2O2 korišćenjem velikih količina koncentrovane sumporne kiseline kao katalizatora ili alternativno sa 30% H2O2 i ogromne količine HCl kao katalizator.
Proizvod napravljen korišćenjem hlorovodonične kiseline smatra se stabilnijim od onog napravljenog korišćenjem sumporne kiseline. Poznato je da tragovi sumporne kiseline zarobljeni unutar formiranih kristala aceton peroksida dovode do nestabilnosti. U stvari, zarobljena sumporna kiselina može izazvati detonaciju na temperaturama od čak 50 °C (122 °F). Ovo je najverovatniji mehanizam iza slučajnih eksplozija aceton peroksida koje se javljaju tokom sušenja na zagrejanim površinama.
Triaceton triperoksid se formira u 2-propanolu nakon dugog stajanja u prisustvu vazduha.
Organski peroksidi su generalno osetljivi, opasni eksplozivi, a svi oblici aceton peroksida su osetljivi na iniciranje. TATP se eksplozivno razgrađuje; ispitivanje eksplozivnog raspadanja TATP-a na samoj ivici fronta detonacije predviđa „formiranje acetona i ozona kao glavnih proizvoda raspadanja, a ne intuitivno očekivanih produkata oksidacije“. Veoma malo toplote stvara se eksplozivnim razlaganjem TATP-a na samoj ivici fronta detonacije; prethodna kompjuterska analiza sugeriše da je razgradnja TATP-a entropijska eksplozija. Međutim, ova hipoteza je osporena jer nije u skladu sa stvarnim merenjima. Tvrdnja o entropijskoj eksploziji vezana je za događaje odmah iza fronta detonacije. Autori iz 2004. Dubnikova et al. studije potvrđuju da se konačna redoks reakcija (sagorevanje) ozona, kiseonika i reaktivnih vrsta u vodu, različite okside i ugljovodonike odvija u roku od oko 180 ps nakon početne reakcije - unutar oko mikrona detonacionog talasa. Detonirajući kristali TATP-a na kraju dostižu temperaturu od 2.030 °C (2.300 K; 3.690 °F)  i pritisak od 80 kbara. Konačna energija detonacije je oko 2800 kJ/kg (mereno u helijumu) – dovoljno da se ukratko podigne temperatura gasovitih proizvoda na 2.000 °C (2.270 K; 3.630 °F). Zapremina gasova kod STP je 855 L/kg za TATP i 713 L/kg za DADP (mereno u helijumu).
Tetramerni oblik aceton peroksida, pripremljen u neutralnim uslovima korišćenjem kalajnog katalizatora u prisustvu helatora ili opšteg inhibitora radikalne hemije, je navodno hemijski stabilniji, iako je i dalje veoma opasan primarni eksploziv. NJegova sinteza je osporavana.
I TATP i DADP su skloni gubitku mase sublimacijom. DADP ima nižu molekulsku težinu i veći pritisak pare. To znači da je DADP skloniji sublimaciji nego TATP.
Nekoliko metoda se može koristiti za analizu tragova TATP-a, uključujući gasnu hromatografiju/masenu spektrometriju (GC/MS), tečnu hromatografiju visokih performansi /masenu spektrometriju (HPLC) /MS),  i HPLC sa derivitizacijom nakon kolone.
Aceton peroksid je rastvorljiv u toluenu, hloroformu, acetonu, dihlorometanu i metanolu. Rekristalizacija primarnih eksploziva može dati velike kristale koji spontano detoniraju usled unutrašnjeg naprezanja.

## Hemijska svojstva
Kada se zagreva sa razblaženom sumpornom kiselinom, aceton peroksid se kvantitativno hidrolizuje sa stvaranjem acetona i vodonik peroksida: 
{\displaystyle {\mathsf {C_{6}H_{12}O_{4}+2H_{2}O\rightarrow 2C_{3}H_{6}O+2H_{2}O_{2}}}.}
Miligramske količine aceton diperoksida i triperoksida se razlažu u roku od 15 minuta jakim kiselinama (kao što su sumporna kiselina ili metansulfonska kiselina). Pošto je reakcija egzotermna, dejstvo jakih kiselina na gramske količine izaziva detonaciju. Takođe, aceton triperoksid efikasno uništava kalaj(II) hlorid.
Kada se priprema korišćenjem metansulfonske kiseline, perhlorne kiseline ili sumporne kiseline, aceton triperoksid se spontano pretvara u aceton diperoksid. Međutim, kada se koristi kalaj(IV) hlorid, hlorovodonična ili azotna kiselina, ostaje stabilan..

## Fizička svojstva
Aceton triperoksid se lako sublimira:
- na temperaturama od +14 °C (287 K; 57 °F) gubi oko 6,5% mase za 24 sata;
- na 25 °C (298 K; 77 °F) - 68% mase za 14 dana;
- na 50 °C (323 K; 122 °F) - 1,5% mase za 2 sata;
- na 100 °C (373 K; 212 °F) sublimiše veoma brzo.

Rastvorljiv je u etanolu (0,15 g/100 g na 17 °C (290 K; 63 °F)), dietil etru (5,5), petrol etru (7,35), acetonu (9,15), ugljen-disulfidu (9,97), piridinu (15,4), benzenu (18,0), trihloretilen (22.7), ugljen-tetrahlorid (24.8), hloroform (42.5), ali nerastvorljiv u vodi.

## Industrijska upotreba
Keton peroksidi, uključujući aceton peroksid i metil etil keton peroksid, nalaze primenu kao inicijatori za reakcije polimerizacije, npr. silikonske ili poliesterske smole u izradi kompozita ojačanih fiberglasom. Za ove upotrebe, peroksidi su tipično u obliku razblaženog rastvora u organskom rastvaraču; metil etil keton peroksid je češći za ovu svrhu, jer je stabilan u skladištenju.
Aceton peroksid se koristi kao sredstvo za izbeljivanje.
Aceton peroksidi su neželjeni nusproizvodi nekih reakcija oksidacije kao što su one koje se koriste u sintezi fenola. Zbog njihove eksplozivne prirode, njihovo prisustvo u hemijskim procesima i hemijskim uzorcima stvara potencijalno opasne situacije. Moguća je slučajna pojava u ilegalnim MDMA laboratorijama. Brojne metode se koriste za smanjenje njihovog izgleda, uključujući pomeranje pH na više alkalni, podešavanje temperature reakcije ili dodavanje inhibitora njihove proizvodnje. Na primer, triaceton peroksid je glavni zagađivač koji se nalazi u diizopropil etru kao rezultat fotohemijskih oksidacija na vazduhu.

## Koristi se kao dodatak ishrani
Aceton peroksid je aditiv za hranu sa oznakom E929. Poboljšava kvalitet proizvoda od brašna. Međutim, od 2017. godine, aceton peroksid se praktično ne koristi u ove svrhe, već se koriste drugi poboljšivači.

## Upotreba improvizovanih eksplozivnih naprava u terorističkim akcijama
TATP je korišćen u bombaškim i samoubilačkim napadima i u improvizovanim eksplozivnim napravama, uključujući bombaške napade u Londonu 7. jula 2005. godine, gde su četiri bombaša samoubice ubila 52 osobe i ranila više od 700. bio je jedan od eksploziva koji je koristio „bombaš cipela“ Ričard Rid u svom neuspešnom pokušaju bombe u cipelama 2001. godine i koristili su ga bombaši samoubice u napadima u Parizu novembra 2015. bombaški napadi u Briselu 2016., Bombaški napad u Mančester Areni, napad u Briselu juna 2017, Bombaški napad na Parsons Green, bombaški napad u Surabaji, i uskršnji bombaški napad na Šri Lanku 2019. Policija Hong Konga tvrdi da je pronašla 2 kg (4,4 lb) TATP-a među oružjem i protestnim materijalom u julu 2019, kada su se održavali masovni protesti protiv predloženog zakona koji dozvoljava ekstradiciju kontinentalnoj Kini.
Nadpritisak udarnog talasa TATP-a je 70% od onog za TNT, pozitivni fazni impuls je 55% od TNT ekvivalenta. TATP na 0,4 g/cm³ ima oko jednu trećinu brizantnosti TNT-a (1,2 g/cm³) merene Hesovim testom.
TATP je privlačan teroristima jer se lako priprema od lako dostupnih maloprodajnih sastojaka, kao što su izbeljivač za kosu i sredstvo za uklanjanje laka za nokte. Takođe je bio u stanju da izbegne detekciju jer je jedan od retkih visokih eksploziva koji ne sadrže azot,  i stoga je mogao neotkriveno da prođe kroz standardne skenere za detekciju eksploziva, koji su do sada bili dizajnirani za otkrivanje azotnih eksploziva. Do 2016. detektori eksploziva su modifikovani da bi mogli da otkriju TATP, a razvijeni su i novi tipovi.
U Evropskoj uniji donete su zakonske mere za ograničavanje prodaje vodonik peroksida koncentrisanog na 12% ili više %.
Ključni nedostatak je velika podložnost TATP-a slučajnoj detonaciji, uzrokujući povrede i smrt među ilegalnim proizvođačima bombi, što je dovelo do toga da se TATP naziva "Majka satane". [ TATP je pronađen u slučajnoj eksploziji koja je prethodila terorističkim napadima 2017. u Barseloni i okolnim područjima.
Sintezu TATP-a velikih razmera često izneveravaju preterani mirisi poput izbeljivača ili voća. Ovaj miris može čak da prodre u odeću i kosu u količinama koje su prilično primetne, to je zabeleženo u bombaškim napadima u Briselu 2016.

## Literatura
- Clayden, Jonathan; Greeves, Nick; Warren, Stuart; Wothers, Peter (2001). Organic Chemistry (I изд.). Oxford University Press. ISBN 978-0-19-850346-0.
- Smith, Michael B.; March, Jerry (2007). Advanced Organic Chemistry: Reactions, Mechanisms, and Structure (6th изд.). New York: Wiley-Interscience. ISBN 0-471-72091-7.
- Katritzky A.R.; Pozharskii A.F. (2000). Handbook of Heterocyclic Chemistry (Second изд.). Academic Press. ISBN 0080429882.

## Spoljašnje veze
- ChemSub Online: Acetone peroxide – Triacetone triperoxide.